# Thermen-Kahnschnecke
Die Thermen-Kahnschnecke (Theodoxus prevostianus) ist eine Süßwasserschnecke aus der Familie der Kahnschnecken (Neritidae), die in Thermalquellen im südöstlichen Mitteleuropa lebt.

## Merkmale
Die rechtsgewundene, eiförmige, leicht glänzende Gehäuse von Theodoxus prevostianus erreicht eine Länge von 4 mm bis 6 mm und eine Breite von 3 mm bis 4 mm, wobei das Gewinde etwa zweieinhalb konvexe, fein gestreifte Umgänge aufweist. Die halbrunde Gehäusemündung hat einen scharfen, schneidenden Seitenrand, die Spindel einen flachen Rand. Die Gehäuseoberfläche ist außen einfarbig schwarz bis blauschwarz, innen bläulich weiß, am Seitenrand der Gehäusemündung dunkler. Das Operculum ist dunkelgrau mit einem orangefarbenen Rand.
Die Schnecke selbst ist von heller Färbung und hat lange, zugespitzte Fühler, an deren verbreiterter Basis die Augen sitzen.

## Lebensweise und Vorkommen
Die Thermen-Kahnschnecke lebt in Thermalquellen und den anschließenden hiervon abgehenden Bachabschnitten bei Temperaturen von 15 °C bis 20 °C, wo sie sich von mikroskopischen Algen ernährt.
Ihr Verbreitungsgebiet umfasst Thermalquellen in Niederösterreich, Slowenien und Ungarn. Auf Grund drohender Zerstörung der zersplitterten Lebensräume wird sie von IUCN als bedrohte Art eingestuft. In Rumänien ist sie ausgestorben. Verbliebene Vorkommen in Österreich sind der Hansybach und die ihn speisende Thermalquelle von Bad Vöslau, in Ungarn eine Quelle bei Kács, wo sie durch Bauarbeiten bedroht ist.

## Fortpflanzung
Die Thermen-Kahnschnecke ist getrenntgeschlechtlich. Das Weibchen befestigt die Eikapseln an festem Substrat. Nach einigen Wochen schlüpft pro Eikapsel ein fertiges Jungtier.